# Fredrik Östring
Fredrik Östring, född 14 januari 1801 i Närpes, död 6 september 1855 i Malax, var en finländsk präst och väckelseledare. Han var bror till Johan Jakob Östring.
Östring slutade sina dagar som sockenadjunkt i Malax (från 1845); han var upphovsmannen till en omfattande pietistisk väckelse i Svenska Österbotten, där han från 1838 verkade i ett flertal församlingar och utsattes för de kyrkliga och världsliga myndigheternas förföljelse (mot honom fördes två religionsmål, av vilka det ena ledde till ett halvt års suspendering). En minnessten restes 1939 på den plats i Malax skärgård där han led skeppsbrott och drunknade.